# Страшна страна историје
Страшна страна историје (енгл. Horrible Histories) британска је едукативна скеч - хумористичка серија емитована од 16. априла 2009. до 23. јула 2013. године на каналу Би-Би-Си. Броји 5 сезона од којих свака има 13 епизода, што је укупно 65 епизода.
На духовит начин приказује занимљиве историјске чињенице од каменог доба до 20. века. Свака епизода подељена је више сегмената у којима се налазе скечеви. Свака епизода (осим једне) у себи садржи и песму, а на крају свих сезона (осим прве) је специјал Дивљачке песме (енгл. Savage Songs) у којем се налазе све песме из сезоне.
Заснована је на књигама истог назива чији је аутор Тери Дери.
Кроз серију нас води (лутка) пацов Ратус Ратус (глас Џона Екелтона).
Пошто је ово британска серија, доста је усресређена на историју Уједињеног Краљевства: династије Тјудорових, Џорџијанаца, Стјуартових, Викторијанаца.
У Србији, Црној Гори, Босни и Херцеговини и Македонији серија је титлована са емитовањем кренула у јануару 2017. године на каналу ТВ Ултра. Све епизоде су емитоване, а одмах по крају емитовања серије кренуле су репризе, емитоване до 2018. године.

## Преглед
| Сезона | Сезона | Епизоде | Оригинално емитовање | Оригинално емитовање |
| Сезона | Сезона | Епизоде | Почетак емитовања    | Крај емитовања       |
| ------ | ------ | ------- | -------------------- | -------------------- |
|        | 1      | 13      | 16. април 2009.      | 9. јул 2009.         |
|        | 2      | 13      | 31. мај 2010.        | 26. јул 2010.        |
|        | 3      | 13      | 30. мај 2011.        | 26. јул 2011.        |
|        | 4      | 13      | 9. април 2012.       | 8. јун 2012.         |
|        | 5      | 13      | 27. мај 2013.        | 23. јул 2013.        |

## Сегменти серије
- Тврдоглави Тјудорови
- Слинави Стјуартови
- Џангризави Џорџијанци
- Варљиви Викторијанци
- Горди Грци
- Дивље камено доба
- Амбизиозни Викинзи
- Келти кољачи
- Ужасни Египћани
- Рђави Римљани
- Јадан средњи век
- Жалосни Други светски рат
- Шашави Први светски рат
- Изванредне Инке (сезоне 1−3)
- Љути Астеци (сезоне 1−4)
- Сјајни Саксонци
- Погани пирати
- Луди 20. век (сезона 5)
- Безвезни пионири (сезоне 1−2, 5)
- Фабулозна ренесанса (сезона 5)
- Фамозна Француска (сезона 5)

У овим сегментима су коришћене пародије на познате емисије. Често су се појављивале „Вести Кад“, „Спортске вести“, „Најбољи историјски кувар“, „Историјско мењам жену“, „Припрема, позор, гозба“, „Дођи на вечеру“...

## Глумачка постава
Главну глумачку поставу чине глумци који су учествовали током целе серије и који су глумили многе историјске личности. Тих шест глумаца су: Метју Бајтон, Сајмон Фарнаби, Марта Хау Даглас, Џим Ховик, Лоренс Рикард и Бен Вилбонд. Седма глумица, Сара Хадланд, напустила је серију након прве сезоне до када је била у главној постави, али се ипак вратила у четвртој сезони, па је, све до последње, пете сезоне, била у споредној постави. У емисији се појављују и бројни споредни глумци, од којих су највише до изражаја дошли Лори Лајн, Доминик Мур и Алис Лау.

### Главна постава
| Глумац           | Улоге |
| ---------------- | --- |
| Метју Бајтон     | Чарлс II од Енглеске, Вилијам Шекспир, водитељ „Историјског мондог преображаја“, Филип II од Шпаније, Аристотел, историјски детектив Боунс, цар Елагабалус, Гај Фокс, Менелај, Ричард Лавље Срце, Марко Антоније, Цар Аугустус, Капетан Црни Барт, Хенри I од Енглеске, Хенри VII од Енглеске, Чарлс I од Енглеске, Пачакути, итд.               |
| Сајмон Фарнаби   | Смрт, Калигуга, историјски ПР агент Клиф Вајтли, Вилијам Освајач, Џорџ III од Велике Британије (сезоне 1,5), Роберт Дадли, Рамзес II, шеф у „Историјском ђубретару“, итд. |
| Марта Хау Даглас | Елизабета I од Енглеске, Викторија од Велике Британије (сезоне 2-надаље), водитељка „Вести“ Сем, Клеопатра, Будика, Јованка Орлеанка, Сали из „Историјских састанака“, пародија Карен Брејди из „Историјског шефа“, продавачица љубимаца у пет-шопу, итд.                                                                                        |
| Џим Ховик        | Џорџ IV од Велике Британије, Галамџија, Ричард III од Енглеске, пародија Алана Шугара у „Историјском шефу“, Нерон, Винстон Черчил, Принц Алберт, пародија Грега Валаса у „Историјском најбољем кувару“, водитељ Доминик Дакворт, Лорд Нелсон, Наполеон Бонапатра, Хенри II од Енглеске, Црнобради, Исамбард Кингдом Брунел, Семјуел Пајпс , итд. |
| Лоренс Рикард    | специјални репортер „Вести“ Боб Хејл, Дракон, Диоген, Вилијам II од Енглеске, Војвода од Велингтона, итд. |
| Бен Вилбонд      | Хенри VIII од Енглеске, Александар Велики, репортер „Вести“ Мајк Пибоди, Јулије Цезар, пародија Џона Тородоа у „Историјском најбољем кувару“, Џорџ I од Енглеске, Пјер де Кубертен, Вилијам Сесил, Вилијам Волас, итд. |
| Сара Хадланд     | Викторија од Велике Британије (сезона 1), водитељка „Припрема, позор, гозба“ (сезона 1), медицинска сестра у „Историјској болници“ (сезона 1), сестра Менди у „Историјском зубару“, Нефертари, наратор „Сумњивих ратних изума“, Мери I Тјудор, итд.                                                                                              |

### Споредна постава
| Глумац                 | Сезоне        | Улоге |
| ---------------------- | ------------- | --- |
| Лори Лајн              | сезоне 2-5    | Оливер Кромвел, пародија Брајана Кокса у „Чудима свемира“, Џорџ III од Велике Британије (сезона 2), пародија Ника Хуера у „Историјском шефу“, Дејв у „Историјском ђубретару“, Сер Франсис Гесворк у „Ко си ти?“, итд. |
| Доминик Мур            | сезоне 2-5    | Мери Сикол, водитељка „Припрема, позор, гозба“ (сезона 2), репортерка Вести Ферн Полистер (пародија Ферн Котон), медицинска сестра у „Историјској болници“ (сезоне 2-надаље), Карен из „Историјских састанака“, итд.  |
| Алис Лау               | сезоне 2-3, 5 | Сју - секретарица Клифа Вајтлија, репортерке „Вести“ Џесика Харви Смајт (сезоне 2-3) и Џенифер Таунсенд (сезона 5), итд.                                                                                              |
| Џилс Терера            | сезоне 1-5    | водитељ „Спортских вести“ |
| Дејв Ламб              | сезоне 2-3, 5 | наратор „Дођи на вечеру“ |
| Дејвид Бедиел          | сезоне 2-3    | Винческо Смехотрес – приповедач „Страшних причи“ |
| Марк Гатис             | сезоне 4-5    | судија у „Идејама за филм“ |
| Стив Пембертон         | сезоне 4-5    | судија у „Идејама за филм“ |
| Рис Шерсмит            | сезоне 4-5    | судија у „Идејама за филм“ |
| Мира Сијал             | сезона 1      | приповедач „Уврнутих бајки“ |
| Лиза Девлин            | сезона 1      | помоћница Ширли у „Историјском фризеру“ |
| Сузи Донкин            | сезоне 1-5    | споредне улоге |
| Тери Дери              | сезоне 1-3, 5 | споредне улоге |
| Кејти Викс             | сезоне 1-4    | споредне улоге |
| Стив Пант              | сезоне 1, 5   | споредне улоге |
| Кетрин Џејквејс        | сезоне 1-4    | споредне улоге |
| Џорџ Сојер             | сезона 1      | споредне улоге |
| Натанијел Мартело Вајт | сезона 2      | споредне улоге |
| Разан Стоун            | сезона 3      | споредне улоге |
| Џесика Рансом          | сезона 4      | споредне улоге |
| Џалал Хартли           | сезона 4      | споредне улоге |